# Dagoberto Godoy

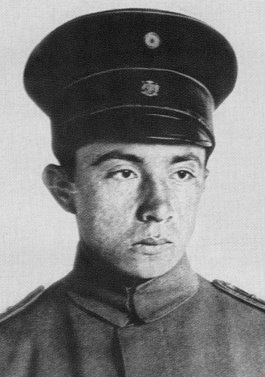
Dagoberto Godoy.

Dagoberto Godoy Fuentealba (* 22. Juli 1893 in Temuco; † 8. September 1960 in Santiago de Chile) war ein chilenischer Pilot, der als zweiter Mensch die Anden mit einem Flugzeug überflog.
Als Leutnant der chilenischen Armee startete Dagoberto Godoy am 12. Dezember 1918 von El Bosque 40 km nördlich von Santiago de Chile zum zweiten Anden-Überflug. Zuvor war dies bereits Luis Candelaria geglückt. Mit seinem Flugzeug, einer Bristol M1-C, flog er in einer Höhe um 6300 m und landete erfolgreich in Lagunitas bei Mendoza in Argentinien. Der Flug dauerte 95 Minuten.
Dagoberto Godoy nahm bereits im Juli 1916 am ersten militärischen Flugrennen Südamerikas in Buenos Aires teil. Die Chilenen waren mit drei Blériot-Eindeckern beteiligt.
1919 wurde er zum Hauptmann der chilenischen Luftstreitkräfte ernannt. 1942 verließ er die Armee.